# Букови
Букови (Fagáceae) е семейство растения от клас Двусемеделни, отдел Покритосеменни. Видовете от семейството са около 900. Те са дървета, по-рядко храсти, разпротранени в умерените и в тропичните гори, най-вече в Северното полукълбо.

## Класификация
Семейство Букови
- Род Castanea – Кестен
- Род Castanopsis
- Род Chrysolepis
- Род Colombobalanus
- Род Cyclobalanopsis
- Род Fagus – Бук
- Род Formanodendron
- Род Lithocarpus
- Род Quercus – Дъб
- Род Trigonobalanus

## Описание
Листата на буковите са прости, разположени последователно по клонките. Имат прилистници, които опадват преди разлистването.
Цветовете при видовете на семейство Букови са еднополови, дребни, опрашват се от вятъра, събрани са в женски и мъжки съцветия. Най-често и женските, и мъжките цветове са групирани по три заедно, обхванати от чашковидна люспа. Люспите са събрани в съцветие реса, главичка или клас. Околоцветникът се състои от между четири и седем дяла. Тичинките обикновено са два пъти повече от дяловете на околоцветника, но може да достигнат и до 40. Плодникът е един.
Плодът на семейство Букови е орех. При всички видове плодът е обхванат изцяло или само отчасти от вдървеняла обвивка (купула), която е покрита с люспи или шиловидни израстъци.

## Използване
Буковите са източник на висококачествена дървесина, която има разнообразно приложение – в мебелната промишленост, като строителен материал, в целулозно-хартиената промишленост и други. Плодовете на сладкия кестен (на латински: Castánea sátiva) се използват за храна.